# Temagami
Temagami est une municipalité de la région du nord-est de l'Ontario, dans le district de Nipissing, au Canada.

## Géographie
Le territoire de la municipalité de Temagami est composé de plusieurs lacs, dont le plus est le lac Temagami, situé en plein centre de la municipalité. 

## Localités
La ville de Temagami est constituée de plusieurs localités qui n'ont pas nécessairement de caractère officiel :
- Bear Island
- Doherty
- Gillies Townsite
- Kitts Trailer Park
- Marten River
- Milne Townsite
- Owaissa
- Redwater
- Temagami
- Temagami North

## Démographie
| 2001 | 2006 | 2011 | 2016 |
| ---- | ---- | ---- | ---- |
| 893  | 934  | 840  | 802  |